# Премія Сакураї
Пре́мія Сакура́ї (офіційна назва: англ. J. J. Sakurai Prize for Theoretical Particle Physics — премія імені Дзюна Джона Сакураї з теоретичної фізики елементарних частинок) — нагорода в галузі теоретичної фізики елементарних частинок, яку щорічно присуджує Американське фізичне товариство.
Премію було засновано у 1984 році сім'єю і друзями фізика-теоретика Дзюна Джона Сакураї (J. J. Sakurai) на вшанування пам'яті про нього і як визнання його досягнень. Премія передбачає грошову винагороду на суму 10 000 доларів США, оплату проїзду на збори Товариства, на яких має бути вручена премія, та сертифікат, що вказує на внески, зроблені лауреатом.
Номінації відкриті для вчених будь-якої національності, незалежно від географічного місця, де була виконана робота. Премія може бути присуджена більш ніж одній особі на спільній основі. Премію зазвичай присуджують за теоретичний внесок, зроблений на ранньому етапі дослідницької кар'єри лауреата. Кандидатури розглядаються протягом трьох циклів розгляду за умови, що номінатор повторно підтверджуватиме кандидатуру до наступного кінцевого терміну.

## Лауреати премії
| Рік  | Лауреат                                                                           | Обґрунтування нагороди |
| ---- | --------------------------------------------------------------------------------- | --- |
| 1985 | Масукава Тосіхіде Кобаясі Макото                                                  | «За їхній внесок у теорію електрослабких взаємодій через загальне формулювання ферміонної масової матриці та передбачливий висновок про існування більше чотирьох різновидів кварків» Оригінальний текст (англ.) ["For their contributions to the theory of electroweak interactions through their general formulation of fermion mass matrix and their prescient inference of the existence of more than four flavors of quarks"] Помилка: [undefined] Помилка: {{Lang}}: немає тексту (допомога): не вказано код мови (допомога) |
| 1986 | Девід Гросс Девід Політцер Френк Вільчек                                          | «За проведений аналіз поведінки неабелевих калібрувальних теорій на малих відстанях, та наслідки цих ідей для розуміння сильної взаємодії між кварками»Оригінальний текст (англ.) ["For their analyses of nonabelian gauge theories at short distances, and the implications of these insights for the understanding of the strong interaction between quarks"] Помилка: [undefined] Помилка: {{Lang}}: немає тексту (допомога): не вказано код мови (допомога) |
| 1987 | Лучано Маяні Джон Іліопулос                                                       | «За роботу зі слабких взаємодій зачарованих частинок, яка стала найважливішим кроком у розвитку сучасної теорії фундаментальних взаємодій» Оригінальний текст (англ.) ["For their work on the weak interactions of charmed particles, a crucial step in the development of the modern theory of the fundamental interactions"] Помилка: [undefined] Помилка: {{Lang}}: немає тексту (допомога): не вказано код мови (допомога) |
| 1988 | Стівен Адлер                                                                      | «За роботу по проясненню наслідків хіральної симетрії за допомогою правил сум та низькоенергетичних теорем» Оригінальний текст (англ.) ["For his work in elucidating the consequences of chiral symmetry through sum rules and low energy theorems"] Помилка: [undefined] Помилка: {{Lang}}: немає тексту (допомога): не вказано код мови (допомога) |
| 1989 | Нікола Кабіббо                                                                    | «За визначний внесок у прояснення структури слабкого адронного струму» Оригінальний текст (англ.) ["For his outstanding contribution in elucidating the structure of the hadronic weak current"] Помилка: [undefined] Помилка: {{Lang}}: немає тексту (допомога): не вказано код мови (допомога) |
| 1990 | Тоічіро Кіношіта                                                                  | «За теоретичний внесок у високоточну перевірку квантової електродинаміки та електрослабкої теорії, особливо за піонерську роботу з обчислення аномальних магнітних моментів лептонів»Оригінальний текст (англ.) ["For his theoretical contributions to precision tests of quantum electrodynamics and the electroweak theory, especially his pioneering work on the computation of the lepton anomalous magnetic moments"] Помилка: [undefined] Помилка: {{Lang}}: немає тексту (допомога): не вказано код мови (допомога) |
| 1991 | Володимир Грибов                                                                  | «За ранні новаторські роботи в галузі високоенергетичної поведінки квантових теорій поля та за дослідження, що проливають світло на глобальну структуру неабелевих калібрувальних теорій» Оригінальний текст (англ.) ["For his early pioneering work on the high energy behavior of quantum field theories and his elucidating studies of the global structure of non-abelian gauge theories"] Помилка: [undefined] Помилка: {{Lang}}: немає тексту (допомога): не вказано код мови (допомога) |
| 1992 | Лінкольн Вольфенштейн                                                             | «За численні досягнення в галузі теорії слабких взаємодій, зокрема, за дослідження порушення CP-інваріантності та властивостей нейтрино» Оригінальний текст (англ.) ["For his many contributions to the theory of weak interactions, particularly CP violation and the properties of neutrinos"] Помилка: [undefined] Помилка: {{Lang}}: немає тексту (допомога): не вказано код мови (допомога) |
| 1993 | Мері Гайар                                                                        | «За внесок у феноменологічну та теоретичну фізику елементарних частинок, зокрема, за її спільну роботу з Беном Лі та іншими щодо застосування КХД до змішування та розпадів K-мезонів, а також до пов'язаних станів зачарованих кварків» Оригінальний текст (англ.) ["For contributions to particle physics phenomenology and theory, and in particular for her work with Ben Lee and others applying QCD to K meson mixing and decays and to the bound states of charmed quarks"] Помилка: [undefined] Помилка: {{Lang}}: немає тексту (допомога): не вказано код мови (допомога) |
| 1994 | Намбу Йоїтіро                                                                     | «За численні фундаментальні досягнення в галузі теорії поля та фізики елементарних частинок, включаючи сюди розуміння ролі піона як сигналізатора спонтанного порушення хіральної симетрії» Оригінальний текст (англ.) ["For his many fundamental contributions to field theory and particle physics, including the understanding of the pion as the signaler of spontaneous breaking of chiral symmetry"] Помилка: [undefined] Помилка: {{Lang}}: немає тексту (допомога): не вказано код мови (допомога) |
| 1995 | Говард Джорджі                                                                    | «За новаторські досягнення у напрямку поєднання сильної та електрослабкої взаємодій, а також за застосування квантової хромодинаміки до визначення властивостей та взаємодій адронів»Оригінальний текст (англ.) ["For his pioneering contributions toward the unification of strong and electroweak interactions, and for his application of quantum chromodynamics to the properties and interactions of hadrons"] Помилка: [undefined] Помилка: {{Lang}}: немає тексту (допомога): не вказано код мови (допомога) |
| 1996 | Вільям Бардін                                                                     | «За фундаментальні ідеї у розумінні структури та значення аксіальної аномалії та за внесок у розуміння теорії збурень у квантовій хромодинаміці» Оригінальний текст (англ.) ["For fundamental insights into the structure and meaning of the axial anomaly and for contributions to the understanding of perturbative quantum chromodynamics"] Помилка: [undefined] Помилка: {{Lang}}: немає тексту (допомога): не вказано код мови (допомога) |
| 1997 | Томас Аппельквіст                                                                 | «За піонерські роботи з чармонію та по відключенню зв'язку з важкими частинками в низькоенергетичній границі» Оригінальний текст (англ.) ["For his pioneering work on charmonium and on the de-coupling of heavy particles"] Помилка: [undefined] Помилка: {{Lang}}: немає тексту (допомога): не вказано код мови (допомога) |
| 1998 | Леонард Сасскінд                                                                  | «За новаторські досягнення в галузі адронних струнних моделей, ґраткових калібрувальних теорій, квантової хромодинаміки та динамічного порушення симетрії» Оригінальний текст (англ.) ["For his pioneering contributions to hadronic string models, lattice gauge theories, quantum chromodynamics, and dynamical symmetry breaking"] Помилка: [undefined] Помилка: {{Lang}}: немає тексту (допомога): не вказано код мови (допомога) |
| 1999 | Михайло Шифман Аркадій Вайнштейн Валентин Захаров                                 | «За фундаментальний внесок у розуміння непертурбативної КХД, слабких нелептонних розпадів та аналітичних властивостей суперсиметричних калібрувальних теорій» Оригінальний текст (англ.) ["For fundamental contributions to the understanding of non-perturbative QCD, non-leptonic weak decays, and the analytic properties of supersymmetric gauge theories"] Помилка: [undefined] Помилка: {{Lang}}: немає тексту (допомога): не вказано код мови (допомога) |
| 2000 | Кертіс Каллан                                                                     | «За його уже класичне формулювання ренормалізаційної групи, за досягнення в галузі фізики інстантонів, а також теорії монополів і струн» Оригінальний текст (англ.) ["For his classic formulation of the renormalization group, his contributions to instanton physics and to the theory of monopoles and strings"] Помилка: [undefined] Помилка: {{Lang}}: немає тексту (допомога): не вказано код мови (допомога) |
| 2001 | Натан Ізгур Михайло Борисович Волошин Марк Вайз                                   | «за розробку методу розкладання за масами важких кварків та за відкриття симетрії важких кварків у квантовій хромодинаміці, що призвели до створення кількісної теорії розпадів c- та b-адронів» Оригінальний текст (англ.) ["For the construction of the heavy quark mass expansion and the discovery of the heavy quark symmetry in quantum chromodynamics, which led to a quantitative theory of the decays of c and b flavored hadrons"] Помилка: [undefined] Помилка: {{Lang}}: немає тексту (допомога): не вказано код мови (допомога) |
| 2002 | Вільям Марціано Альберто Серлін                                                   | «За новаторські роботи з радіаційних поправок, що зробили галузь високоточних електрослабких обчислень потужним методом дослідження Стандартної моделі та пошуку нової фізики» Оригінальний текст (англ.) ["For their pioneering work on radiative corrections, which made precision electroweak studies a powerful method of probing the Standard Model and searching for new physics"] Помилка: [undefined] Помилка: {{Lang}}: немає тексту (допомога): не вказано код мови (допомога) |
| 2003 | Альфред Мюллер Джордж Штерман                                                     | «За розробку концепцій та методів у КХД, таких як інфрачервона безпека та факторизація у жорстких процесах, що відкрили нові можливості точних кількісних передбачень та експериментальної перевірки, і тим самим сприяли становленню КХД як теорії сильних взаємодій» Оригінальний текст (англ.) ["For developing concepts and techniques in QCD, such as infrared safety and factorization in hard processes, which permitted precise quantitative predictions and experimental tests, and thereby helped to establish QCD as the theory of the strong interactions"] Помилка: [undefined] Помилка: {{Lang}}: немає тексту (допомога): не вказано код мови (допомога) |
| 2004 | Ікарос Бігі Ентоні Ітіро Санда                                                    | «За новаторські теоретичні ідеї, що вказали шлях до досить плідних експериментальних досліджень порушення CP-інваріантності в розпадах b-мезонів, і за досягнення в галузі CP та фізики важких кварків» Оригінальний текст (англ.) ["For pioneering theoretical insights that pointed the way to the very fruitful experimental study of CP violation in B decays, and for continuing contributions to the fields of CP and heavy flavor physics] Помилка: [undefined] Помилка: {{Lang}}: немає тексту (допомога): не вказано код мови (допомога) |
| 2005 | Сусуму Окубо                                                                      | «За передові дослідження в галузі адронних мас та швидкостей розпаду, що мали ключове значення для розробки кваркової моделі, та за демонстрацію того, що порушення CP-інваріантності уможливлює асиметрію парціальних швидкостей розпаду.» Оригінальний текст (англ.) ["For groundbreaking investigations into the pattern of hadronic masses and decay rates, which provided essential clues into the development of the quark model, and for demonstrating that CP violation permits partial decay rate asymmetries"] Помилка: [undefined] Помилка: {{Lang}}: немає тексту (допомога): не вказано код мови (допомога) |
| 2006 | Савас Дімопулос                                                                   | «За творчі ідеї щодо динамічного порушення симетрії, суперсиметрії, а також додаткових просторових вимірів, що окреслили напрямки теоретичних досліджень тераелектронвольтної фізики високих енергій, які, у свою чергу, інспірували широке коло експериментів» Оригінальний текст (англ.) ["For his creative ideas on dynamical symmetry breaking, supersymmetry, and extra spatial dimensions, which have shaped theoretical research on TeV-scale physics, thereby inspiring a wide range of experiments"] Помилка: [undefined] Помилка: {{Lang}}: немає тексту (допомога): не вказано код мови (допомога) |
| 2007 | Стенлі Бродський                                                                  | «За застосування теорії збурень квантової теорії поля до критичних питань фізики елементарних частинок, зокрема до аналізу жорстких ексклюзивних процесів за участі сильної взаємодії» Оригінальний текст (англ.) ["For applications of perturbative quantum field theory to critical questions of elementary particle physics, in particular, to the analysis of hard exclusive strong interaction processes"] Помилка: [undefined] Помилка: {{Lang}}: немає тексту (допомога): не вказано код мови (допомога) |
| 2008 | Олексій Смирнов Станіслав Міхеєв                                                  | «За важливу новаторську роботу з ефекту посилення осциляцій нейтрино у речовині, зо має ключове значення для кількісного розуміння потоку сонячних нейтрино» Оригінальний текст (англ.) ["For pioneering and influential work on the enhancement of neutrino oscillations in matter, which is essential to a quantitative understanding of the solar neutrino flux"] Помилка: [undefined] Помилка: {{Lang}}: немає тексту (допомога): не вказано код мови (допомога) |
| 2009 | Девісон Соупер Джон Коллінз Річард Кіт Елліс                                      | «За роботу в галузі пертурбативної квантової хромодинаміки, включаючи застосування до проблем, що мають центральне значення для інтерпретації зіткнень часток високих енергій» Оригінальний текст (англ.) ["For work in perturbative Quantum Chromodynamics, including applications to problems pivotal to the interpretation of high energy particle collisions"] Помилка: [undefined] Помилка: {{Lang}}: немає тексту (допомога): не вказано код мови (допомога) |
| 2010 | Карл Гаґен Франсуа Англер Джеральд Ґуральник Пітер Хіггс Роберт Браут Томас Кіббл | «За з'ясування властивостей спонтанного порушення симетрії у чотиривимірній релятивістській калібрувальній теорії, а також механізму узгодженого генерування мас векторних бозонів» Оригінальний текст (англ.) ["For elucidation of the properties of spontaneous symmetry breaking in four-dimensional relativistic gauge theory and of the mechanism for the consistent generation of vector boson masses."] Помилка: [undefined] Помилка: {{Lang}}: немає тексту (допомога): не вказано код мови (допомога) |
| 2011 | Кріс Квігг Естія Ейхтен Єн Хінкліфф Кеннет Лейн                                   | «За їх роботу (як окремо, так і спільно), покликану намітити напрями досліджень у галузі тераелектронвольтної фізики високих енергій на мульти-ТеВ адронних колайдерах» Оригінальний текст (англ.) ["For their work, separately and collectively, to chart a course of the exploration of TeV scale physics using multi-TeV hadron colliders"] Помилка: [undefined] Помилка: {{Lang}}: немає тексту (допомога): не вказано код мови (допомога) |
| 2012 | Браян Веббер Гвідо Альтареллі Торбйорн Сйостранд                                  | «За ключові ідеї щодо детального підтвердження Стандартної моделі фізики елементарних частино, що відкривають можливості з отримання високоточної інформації про квантову хромодинаміку, електрослабкі взаємодії та можливу нову фізику з експериментів в галузі фізики високих енергій» Оригінальний текст (англ.) ["For key ideas leading to the detailed confirmation of the Standard Model of particle physics, enabling high energy experiments to extract precise information about Quantum Chromodynamics, electroweak interactions and possible new physics"] Помилка: [undefined] Помилка: {{Lang}}: немає тексту (допомога): не вказано код мови (допомога) |
| 2013 | Гелен Квінн Роберто Печчеї                                                        | «За запропонований ними елегантний механізм для вирішення відомої проблеми щодо порушення CP-інваріантності для сильних взаємодій (Strong CP problem), який, у свою чергу, привів до уведення поняття про аксіони, предмету інтенсивних експериментальних і теоретичних досліджень протягом понад трьох десятиліть» Оригінальний текст (англ.) ["For their proposal of the elegant mechanism to resolve the famous problem of strong-CP violation which, in turn, led to the invention of axions, a subject of intense experimental and theoretical investigation for more than three decades"] Помилка: [undefined] Помилка: {{Lang}}: немає тексту (допомога): не вказано код мови (допомога) |
| 2014 | Девід Косовер Ланс Діксон Цві Берн                                                | «За новаторський внесок в обчислення пертурбативних амплітуд розсіювання, що призвело до глибшого розуміння квантової теорії поля та нових потужних інструментів для розрахунку КХД-процесів» Оригінальний текст (англ.) ["For pathbreaking contributions to the calculation of perturbative scattering amplitudes, which led to a deeper understanding of quantum field theory and to powerful new tools for computing QCD processes"] Помилка: [undefined] Помилка: {{Lang}}: немає тексту (допомога): не вказано код мови (допомога) |
| 2015 | Джордж Цвейг                                                                      | «За незалежно зроблене припущення, що адрони складаються з дрібно заряджених фундаментальних складових, названих кварками або тузами, а також за розробку революційних висновків цього твердження для мас та властивостей адронів» Оригінальний текст (англ.) ["For his independent proposal that hadrons are composed of fractionally charged fundamental constituents, called quarks or aces, and for developing its revolutionary implications for hadron masses and properties"] Помилка: [undefined] Помилка: {{Lang}}: немає тексту (допомога): не вказано код мови (допомога) |
| 2016 | Пітер Лепаж                                                                       | «За винахідливе застосування квантової теорії поля у фізиці елементарних частинок, зокрема у створенні теорії адронних ексклюзивних процесів, розробці нерелятивістських ефективних теорій поля та визначенні параметрів стандартної моделі за допомогою калібрувальної теорії ґратки» Оригінальний текст (англ.) [For inventive applications of quantum field theory to particle physics, particularly in establishing the theory of hadronic exclusive processes, developing nonrelativistic effective field theories, and determining standard-model parameters with lattice gauge theory] Помилка: [undefined] Помилка: {{Lang}}: немає тексту (допомога): не вказано код мови (допомога) |

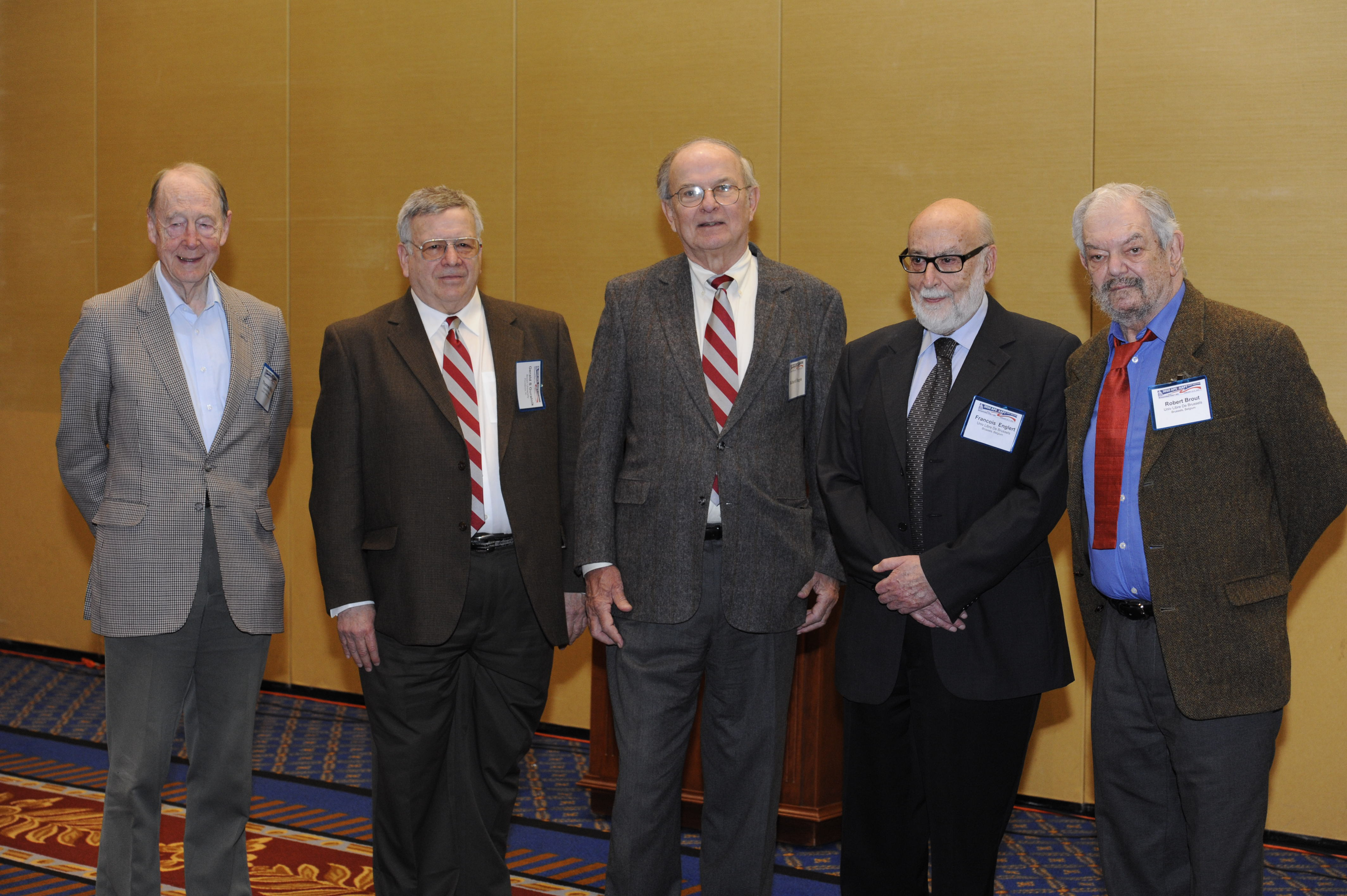
Лауреати премії Сакураї за 2010 рік (5 з 6): (зліва направо) Т. Кіббл, Д. Ґуральник, К. Гаґен, Ф. Англер і

| 2017 | Гордон Кейн Говард Гейбер Джон Ганіон Саллі Доусон                                | «За інструментальний внесок у теорію властивостей, реакцій і сигнатур бозона Хіггса» Оригінальний текст (англ.) ["For instrumental contributions to the theory of the properties, reactions, and signatures of the Higgs boson"] Помилка: [undefined] Помилка: {{Lang}}: немає тексту (допомога): не вказано код мови (допомога) |
| 2018 | Енн Нельсон Майкл Дайн                                                            | «За новаторські дослідження фізики за межами стандартної моделі фізики елементарних частинок, у тому числі їхню основну спільну роботу з динамічного порушення суперсиметрії, а також за їхній новаторський внесок у широке коло тем, включаючи нові моделі електрослабкого порушення симетрії, баріогенез та вирішення проблеми паритету сильного заряду» Оригінальний текст (англ.) [For groundbreaking explorations of physics beyond the standard model of particle physics, including their seminal joint work on dynamical super-symmetry breaking, and for their innovative contributions to a broad range of topics, including new models of electroweak symmetry breaking, baryogenesis, and solutions to the strong charge parity problem] Помилка: [undefined] Помилка: {{Lang}}: немає тексту (допомога): не вказано код мови (допомога) |
| 2019 | Ліза Рендалл Раман Сундрум                                                        | «За творчий внесок у фізику за межами Стандартної моделі, зокрема відкриття того, що спотворені додаткові виміри простору можуть вирішити головоломку ієрархії, яка мала величезний вплив на пошуки на великому адронному колайдері» Оригінальний текст (англ.) [For creative contributions to physics beyond the Standard Model, in particular the discovery that warped extra dimensions of space can solve the hierarchy puzzle, which has had a tremendous impact on searches at the Large Hadron Collider] Помилка: [undefined] Помилка: {{Lang}}: немає тексту (допомога): не вказано код мови (допомога) |
| 2020 | П’єр Сіківі                                                                       | «За фундаментальну роботу щодо визнання потенційної видимості невидимого аксіону, розробку нових методів його виявлення, і за теоретичні дослідження його космологічних наслідків» Оригінальний текст (англ.) [For seminal work recognizing the potential visibility of the invisible axion, devising novel methods to detect it, and for theoretical investigations of its cosmological implications] Помилка: [undefined] Помилка: {{Lang}}: немає тексту (допомога): не вказано код мови (допомога) |
| 2021 | Вернон Баргер                                                                     | «За піонерську роботу у фізиці колайдерів, що сприяла відкриттю та опису W-бозона, топ-кварка та бозона Хіггса, а також за розробку важливих стратегій для перевірки теоретичних ідей за допомогою експериментів» Оригінальний текст (англ.) ["For pioneering work in collider physics contributing to the discovery and characterization of the W boson, top quark, and Higgs boson, and for the development of incisive strategies to test theoretical ideas with experiments"] Помилка: [undefined] Помилка: {{Lang}}: немає тексту (допомога): не вказано код мови (допомога) |
| 2022 | Німа Аркані-Хамед                                                                 | «За розробку трансформаційних нових структур для фізики поза стандартною моделлю з новими експериментальними сигнатурами, включаючи роботу над великими додатковими вимірами, маленьким Хіггсом (Little Higgs), і загалом за нові ідеї, пов'язані з походженням електрослабкої шкали» Оригінальний текст (англ.) ["For the development of transformative new frameworks for physics beyond the standard model with novel experimental signatures, including work on large extra dimensions, the little Higgs, and more generally for new ideas connected to the origin of the electroweak scale"] Помилка: [undefined] Помилка: {{Lang}}: немає тексту (допомога): не вказано код мови (допомога) |
| 2023 | Генріх Лойтвілер                                                                  | «За фундаментальний внесок у ефективну теорію поля піонів при низьких енергіях і за припущення, що глюон є колірним октетом» Оригінальний текст (англ.) ["For fundamental contributions to the effective field theory of pions at low energies, and for proposing that the gluon is a color octet"] Помилка: [undefined] Помилка: {{Lang}}: немає тексту (допомога): не вказано код мови (допомога) |

- Лауреати премії Сакураї за 2010 рік (5 з 6): 
(зліва направо) Т. Кіббл, Д. Ґуральник, К. Гаґен, Ф. Англер і Р. Браут[en]